# 1730

## Събития
- 8 юли – Земетресение във Валпараисо, Чили

## Родени
- 26 юни – Шарл Месие, френски астроном
- 19 септември – Огюстен Пажу, френски скулптор
- 13 декември – Уилям Хамилтън, британски дипломат и археолог